# ديونيسيو كينتانا
ديونيسيو كينتانا هو منافس ألعاب قوى كوبي، ولد في 9 أكتوبر 1957.